# هراچیا هوانسیان
هراچیا کاراپتی هوانسیان (ارمنی: Հրաչյա Կարապետի Հովհաննիսյան، (زاده ۸ دسامبر ۱۹۱۹ میلادی مایاکوفسکی – درگذشته ۲۲ نوامبر ۱۹۹۷ میلادی ایروان)، شاعر و فعال ادبی بود.

## زندگی‌نامه
از سال ۱۹۳۸ میلادی در رشته ادبیات دانشگاه ایروان به تحصیل پرداخت ولی در سال‌های ۱۹۴۱ تا ۱۹۴۴ میلادی با نیمه کاره گذاردن تحصیل در جنگ جهانی دوم وارد ارتش شد. پس از خاتمه جنگ در «کمیته رادیویی انجمن ارمنی روابط فرهنگی و دوستی با کشورهای خارجی» و شورای سردبیری ماهنامه «ادبیات شوروی» به فعالیت پرداخت. از سال ۱۹۵۵ تا ۱۹۵۹ میلادی «روزنامه ادبی» را سردبیری کرد و در سال‌های ۱۹۵۹ تا ۱۹۷۵ میلادی مسئولیت‌های دبیری هیئت رئیسه انجمن نویسندگان ارمنستان را بر عهده گرفت. وی در آرامستان مرکزی ایروان (توخماخ) به خاک سپرده شد.
هراچیا هوانسیان علاوه بر شعر، آثاری نیز در زمینه‌های نقد ادبی، خاطره‌نویسی و نوول‌نویسی خلق کرده‌است و نوشته‌هایش به بسیاری از زبان‌ها ترجمه شده‌است.

## شعری از هراچیا هوانسیان به نام (مردم)
| آی مردم! بی شما نمی‌توانم زیست          |  | آی مردم! بی شما دم زدن نتوانم         |
| هرگز نمی‌توانم که شعرهایم را بسرایم     |  | هرگز اینگونه خوشبخت نمی‌توانم بود      |
| گرچه گهگاهی شکنجه بی شائبه‌ام           |  | از سر بی مهری سنگدلانه‌ای محکوم شده‌است |
| گرچه گهگاه قلبم از تلخی لبریز گشته‌است  |  | از اهانت هائی که بر من روا داشتید     |
| گرچه گهگاهی نتوانستم که با شما         |  | با یک یک شما نزدیک و صمیمی باشم       |
| قلبم اما، تنها شما را برتابانده        |  | و بی شما - ای مردم - هرگز نتپیده‌است   |
| من شعرهایم را برای شما می‌سرایم باز     |  | من دست‌های ملتمسم را سوی شما می‌یازم    |
| چندانکه هندوئی به ابر باران زا         |  | یا آنکه مهرپرستی به طلوع خورشید       |
| من با شماست که شاعر روشنی‌ها هستم       |  | من با شما کنار شما رزمنده و رفیق شدم  |
| من با شماست که بر خاک سر افراز مانده‌ام |  | آی مردم! بی شما نمی‌توانم زیست         |